# 아래코선반

아래코선반(Inferior nasal concha)은 하비갑개나 하비갑개골이라고도 부른다. 머리뼈를 구성하는 뼈 중의 하나이다.

## 같이 보기
- 빈 코 증후군